# Timeless Miracle
Timeless Miracle ist eine Power-Metal-Band aus Malmö, Schweden.

## Geschichte
Die Band wurde 2001 von Mikael Holst und Fredrik Nilsson gegründet. 2003 nahmen die beiden ein Demo-Album mit sechs Titeln auf, woraufhin ihnen von einem kleinen europäischen Label ein Vertrag angeboten wurde. Die Band wurde mit dem gemeinsamen Freund Sten Möller an der Gitarre und Jaime Salazar am Schlagzeug verstärkt. In dieser Besetzung erfolgte die Produktion des Debütalbums „Into the Enchanted Chamber“. Anfang 2008 verließ der Schlagzeuger Jaime Salazar die Band aus zeitlichen Gründen, um an seinen zahlreichen anderen Projekten zu arbeiten. Er wurde durch Kim Widfors ersetzt, einem gemeinsamen Freund, der bereits mit den beiden Gründern in der Band Trapped gespielt hat.
Seit Oktober 2014 ist die Band wieder vereint und veröffentlichen zunächst einen Coversong von Sonata Arctica („Full Moon“) auf der Tribute-CD A Tribute to Sonata Arctica. Anschließend soll mit der Arbeit am neuen Album begonnen werden. Am 24. Dezember 2014 wurde eine Demo („Heaven in Hell“) veröffentlicht, welche für das zweite Album der Band („Under the Moonlight“ 2006) angedacht war.

## Diskographie

### Demos
- 2002: In The Year of Our Lord
- 2003: The Enchanted Chamber
- 2004: The Voyage
- 2014: Heaven in Hell (2006)

### Studioalben
- 2005: Into the Enchanted Chamber (Massacre Records)